# Gornje Ložine
Gornje Ložine so naselje v občini Kočevje.